# 罗恩·杰里米

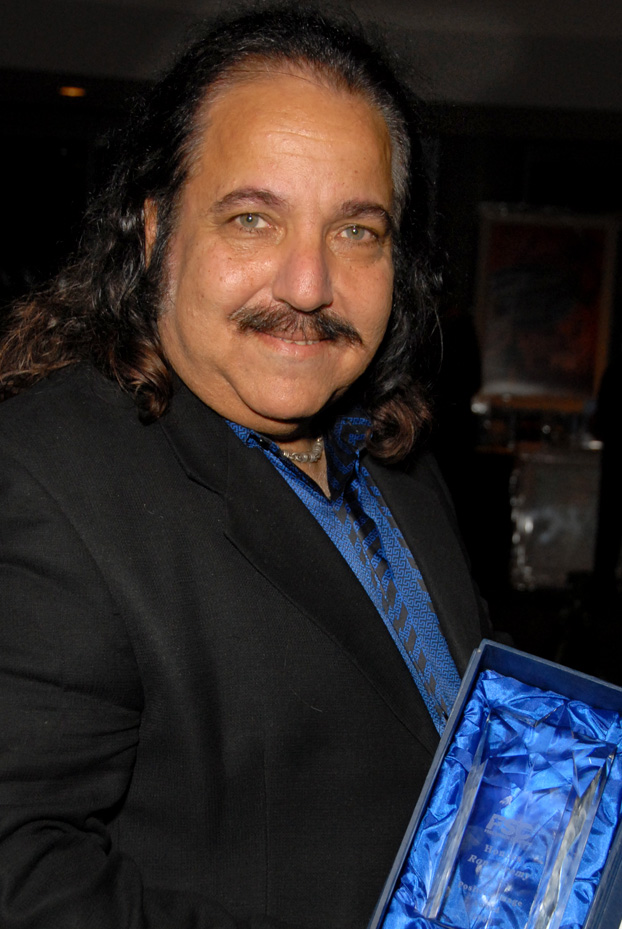
羅恩·傑里米于2009年10月14號在洛杉磯舉行的"Free Speech Coalition Awards Annual Bash Event"中獲得“最佳影像獎”

羅納德·傑里米·海埃特（1953年3月12日—），通常人們稱他為羅恩·傑里米（Ron Jeremy），他是美國色情演員。他有兩個外號，一個是“刺猬”，一個是“英格納的大公雞”（來自他的前女友），他在美國著名的AVN雜誌的“史上最出色的色情明星”評選中，位列第一。傑里米也出演了一些非色情影片，比如《追趕》、《奇想：高電壓》以及他的一部自傳體影片《色情明星羅恩·傑里米傳奇》。

## 生平簡介
羅恩·傑里米出生於紐約皇后區一個中產階級的猶太家庭，他的父親是一個心理學家，母親是一個作家，她參加了第二次世界大戰，能說非常流利的德語和法語。
羅恩·傑里米在皇后區的貝塞Cardozo高中度過了他的高中生涯，演員兼作家Reginald VelJohnson是他的同班同學。在他獲得他的學士學位之後，他又在紐約昆斯學院的特殊教育專業，獲得了他的碩士學位。之後，他作為一名代課老師，在紐約地區教授特殊教育。

## 著名成人影星
傑里米放棄了他的教師職業，並在紐約開始了他的影視生涯。起初，他只能賺到非常少的錢，但是在他當時的女朋友把他的照寄出並順利地登上了《花花公主》雜誌之後。這如同一塊敲門磚，打開了傑里米的色情影星之路。他開始用羅恩•傑里米作為他在色情片演員的名字，
羅恩•傑里米的「刺猬」的外號來自于他為色情導演Bill Margold拍攝電影《Olympic Fever》期間。他從紐約飛往電影的拍攝地加利福尼亞州，當時他只穿了一件T恤和一條短褲，在他騎機車去往電影廠的路上，天空突然下起了毛毛細雨，氣溫驟降，令他覺得非常寒冷。在他到達之後，他馬上洗了個熱水澡。當他洗完澡後，他的皮膚因為熱水而呈現粉紅色，而身體上的毛髮都豎起來了。Margold看到這一幕以後，開玩笑的說「你是一只會說話，會行走的刺猬。」從此以後，他「刺猬」的外號就傳播開來。

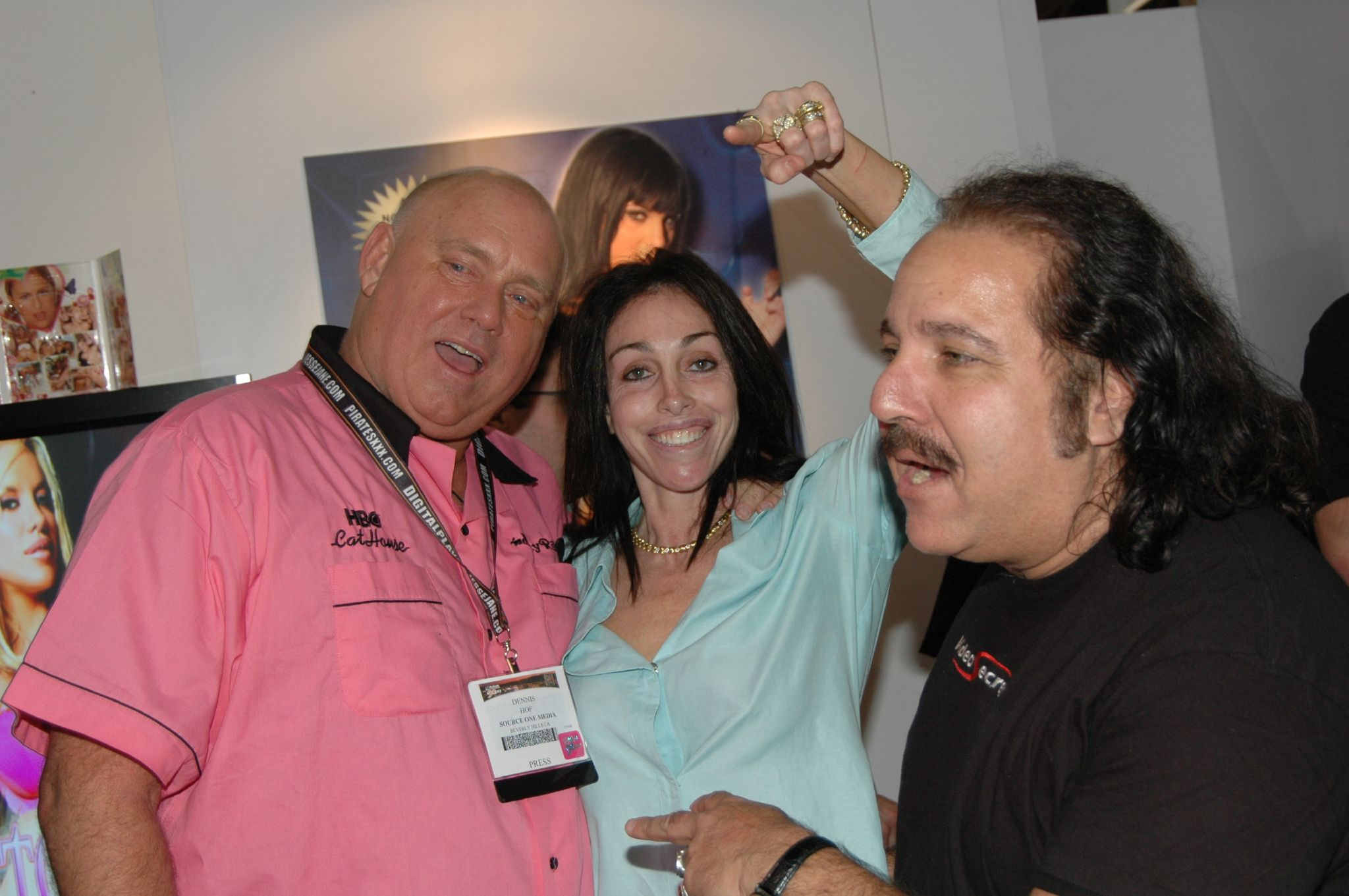
羅恩•傑里米和Dennis Hof，Heidi Fleiss在一起，2006年，拉斯維加斯

羅恩•傑里米被以「參加成人片拍攝最多的演員」而載入吉尼斯世界紀錄，在成人電影數據庫中，收錄了他主演的2000多部的影片，以及他導演的281部電影。。與他相比，在AVN評選中位列第二的John Holems只有384部電影被收錄到世界成人影片資料庫(Internet Adult Film Database/ IMDB)。

## 商業形象
由於傑里米風趣幽默的表演，他深受廣大粉絲的喜歡，因為代言邀約也源源不斷。他是美國著名色情電影在線付費網站Hotmovies.com的官方代言人，Hotmovies.com也與傑里米的博客有著緊密的合作關係。他參與了大部份Hotmovies.com在世界各地的巡迴展，比如AVN成人娛樂展，柏林VENUS展等等。最近他將出席于2012年10月20日Hotmovies.com在澳大利亞墨爾本舉辦的成人展。

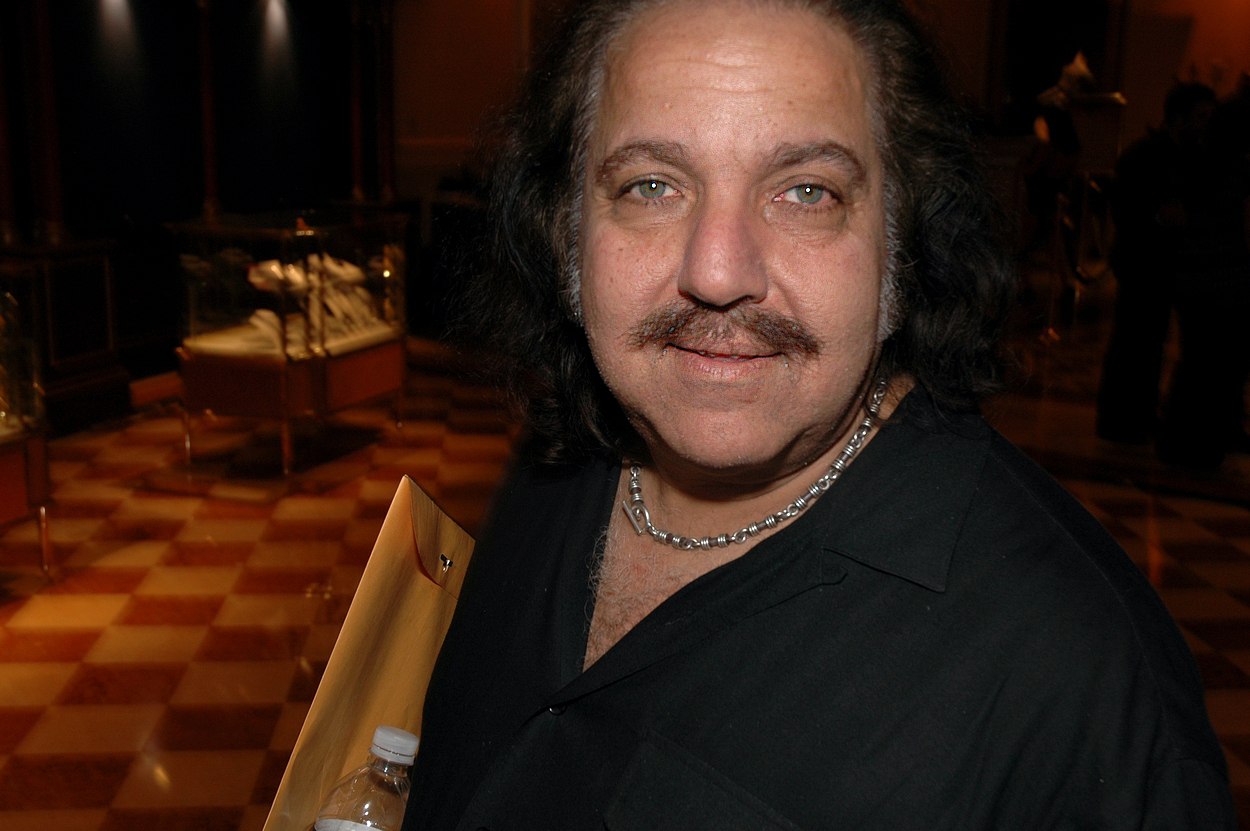
羅恩·傑里米在Venetian Hotel，攝於2008年1月，拉斯維加斯

無論在哪個展會上，傑里米都盡心盡力地為廠商或者相關網站做宣傳，他親切地和粉絲交談，交流自己的經驗，毫不吝惜分享自己的心得。他大方地和粉絲合影，簽名，盡力地滿足喜愛自己的粉絲的一切要求。他親民的做派和燦爛的笑容，感染了現場的每一個人，也許，這就是他爲什麽年過半百還如此受歡迎的原因。

## 公開演講
在2005年，他應牛津學生聯盟的邀請，進行了公開講演，關於他被邀請進行講演的原因，牛津的一位圖書館管理員給出了自己的猜想，“羅恩是世界上最偉大的色情影星之一，我想他一定有著非常多的精彩的故事要與我們分享。”
在2006年，傑里米拜訪了加拿大和美國的大學城，并發表演講，他稱此為“關於成人影片的討論之旅”。
在2010年，2011年和2012年，他連續三年在伊利諾伊州的Cave In Rock發表演講。

## 電玩遊戲
羅恩·傑里米第一次以遊戲形象出現是在在線遊戲 Celebrity Deathmatch中。後來他的形象又被作為一個和玩家並肩作戰的小精靈，出現在遊戲Leisure Suit Larry: Magna Cum Laude中，他十分關注這個遊戲，把自己的動漫形象作為一個遊戲角色加入遊戲這個想法，也是他自己向遊戲公司提出的。他還出現在了遊戲 Bonetown中，此次，他在遊戲中被塑造成了一位和性有關的神。在2011年羅恩·傑里米在遊戲 Postal III 扮演Raul Chomo。

## 自傳
羅恩·傑里米在2007年2月出版了他的自傳：羅恩·傑里米--娛樂圈最努力的男人，此自傳由Harper Collins出版社出版。

## 廣告
由於傑里米的全球影響力，他應邀為善待动物组织（PETA）拍攝了廣告。在此廣告中，他的宣傳語是「縱欲過度對你的寵物來說不是一件好事，有的時候，你需要給你的愛貓和愛犬摘除卵巢」。

## 參演電影

### 非色情的演出
| 上映時間   | 劇名             | 扮演角色                  | 導演               | 合作演員                                  |
| ---------- | ---------------- | ------------------------- | ------------------ | ----------------------------------------- |
| 2009-10-09 | 同志雷達         | 羅恩·傑里米               | Seth Gimlan        | Arthur Gadsby；Michelle LaFrance          |
| 2009-07-01 | 侏儒与财神       | ---                       | Ron Carison        | 加里·科尔曼                               |
| 2008-10-20 | 好萊塢之妓       | The Priest                | 托馬斯·戴克        | 梅根·福克斯；拉莫·威利斯；托馬斯·戴克     |
| 2007-10-03 | 石器時代         | ---                       | Adam Rifkin        | 湯姆·阿諾德                               |
| 2005-11-12 | 屠夫安德魯       | Andre the Butcher         | Philip Cruz        | April Billingsley；Maury Sterling         |
| 2002-10-12 | 男女玩過𠝹       | At the Player Piano       | 羅傑·阿夫瑞        | 詹姆士·范德比克；莎妮·索薩蒙；傑西卡·貝爾 |
| 2000-06-02 | 美國處女         | Desk Sargeant             | Jean-Pierre Marois | 鮑勃·霍斯金斯；羅伯特·勞吉亞；米娜·蘇瓦麗 |
| 1999-08-09 | 搖滾城市底特律   | MC, Male Strip Club       | Adam Rifkin        | 愛德華·福隆；Giuseppe Andrews             |
| 1997-11-03 | 狼人（冷血悍將） | Fishmonger (as Ron Hiatt) | 約翰·弗蘭克海默    | 讓·雷諾；肖恩·賓；羅伯特·德尼儸           |

### 色情電影
參看（外部連結）IAFD中所收錄的羅恩·傑里米電影合集 （页面存档备份，存于）

## 獲獎
羅恩·傑里米獲得的獎項：
| 獲獎年份 | 舉辦者                                       | 獎項         | 獲獎電影          |
| -------- | -------------------------------------------- | ------------ | ----------------- |
| 1983     | AFAA （页面存档备份，存于）                  | 最佳男配角   | 超級大明星蘇西    |
| 1984     | AFAA                                         | 最佳男配角   | 所有的路          |
| 1986     | AVN （页面存档备份，存于）                   | 示例         | Candy Stripers II |
| 1991     | AVN                                          | 最佳男配角   | 色情玩弄          |
| 2006     | F.A.M.E （页面存档备份，存于）               | 最佳電影導演 | --                |
| 2008     | Big Daddy Award                              | --           | --                |
| 2009     | Free Speech Coalition （页面存档备份，存于） | 最佳圖片     | --                |